# 上野貴美子
上野貴美子（日语： Ueno Kimiko，1975年1月8日—），日本女編劇。出身於神奈川縣。

## 來歷
從日本電影學校畢業後，於2008年為電視劇《RH陽性》第一次撰寫劇本。之後主要參與了《蠟筆小新》、《黑魔女學園》等多部動畫作品。
其寫作速度也很快，常常在1季內寫出好幾部動畫的劇本。與浦澤義雄合寫的《蠟筆小新：超級美味！B級美食大逃亡!!》主要負責角色監修與劇本修正。其第一次獨自編劇經驗是2015年上映的《蠟筆小新：我的搬家物語 仙人掌大襲撃》。
動畫導演渡邊信一郎在創作主角時表示，她是世界上最好的「BONCOURA編劇」。

## 參加作品
粗體字表示劇本統籌作品。

### 電視動畫
2009年
- 閃亮雙胞胎（編劇）
- 星際寶貝 ～神奇大冒險～（—2010年，編劇）

2010年
- 蠟筆小新（—2022年，編劇）
- 星際寶貝 ～最棒的朋友～（編劇）

2011年
- 糖果精靈（編劇）
- 花河童（日语：はなかっぱ）（2011年—，編劇）

2012年
- Dumomo & Nupepe（日语：ズモモとヌペペ）（—2013年，編劇）
- 黑魔女學園（—2014年，編劇）
- 忍者哈特利 Returns（—2013年、2016年，編劇）

2014年
- 宇宙浪子（編劇）
- （—2016年，編劇）
- （—2016年，編劇）
- 怪盗Joker（—2016年，編劇）

2015年
- 新我們這一家（—2016年，編劇）

2016年
- 宇宙巡警露露子（編劇）
- 龍族拼圖X（編劇）

2017年
- 小魔女學園（編劇）
- 王室教師海涅（編劇）
- 企鵝家族在都市（日语：ピングー in ザ・シティ）（編劇）

2018年
- 少年阿貝GO！GO！小芝麻（日语：少年アシベ）（—2019年，編劇）

2019年
- 凱洛與塔斯黛（編劇）

2020年
- 淘氣貓2020：家有圓圓?! ～我家的圓圓你知道嗎～（編劇）
- 動物新世代 BNA（編劇）
- 遊☆戲☆王SEVENS（編劇）

2021年
- 更多！更多！認真地不認真的怪傑佐羅力（編劇）

2022年
- 奇米萌CHIMIMO（日语：ちみも）（編劇）
- 永久少年 Eternal Boys（編劇）
- 遊☆戲☆王GO RUSH（編劇）

2024年
- 迷宮飯[3]（編劇）
- 金屬口紅（編劇）
- 星際之聲（日语：アストロノオト）[4]、編劇）
- 寶可夢地平線（編劇）
- 亂馬½ (2024年版)[5]（編劇）

2025年
- 全修。（原作、編劇）[6][7]
- SANDA 變身聖誕老人（編劇[8]）
- 新吊帶襪天使（劇本、故事原案）

### 電影動畫
2013年
- 蠟筆小新：超級美味！B級美食大逃亡!!（編劇）[注 2]

2015年
- 蠟筆小新：我的搬家物語 仙人掌大襲撃（編劇）

2018年
- 蠟筆小新：功夫小子 ～拉麵大亂鬥～（編劇）
- GO-CHAN。 ～莫可與冰上的約定～（日语：ゴーちゃん。#劇場アニメ）（編劇）

2019年
- 劇場版 王室教師海涅
- 蠟筆小新：新婚旅行風暴 ～奪回廣志大作戰～（編劇）[注 3]

2021年
- 蠟筆小新：謎案！天下春日部學院的怪奇事件（編劇）
- 我的朋友霸王龍（編劇[9][10]）[注 4]

2022年
- 蠟筆小新：幽靈忍者珍風傳（編劇）[注 5]

2025年
- 蠟筆小新：超華麗！灼熱的春日部舞者（編劇[11]）

### 網路動畫
2011年
- （編劇）

2016年
- 蠟筆小新外傳 外星人 vs. 新之助（日语：クレヨンしんちゃん外伝 エイリアン vs. しんのすけ）（編劇）
- 蠟筆小新外傳 玩具大戰（日语：クレヨンしんちゃん外伝 おもちゃウォーズ）（編劇）

2017年
- 蠟筆小新外傳 帶家族之狼（日语：クレヨンしんちゃん外伝 家族連れ狼）（編劇、插入歌作詞）

2019年
- SUPER SHIRO（日语：SUPER SHIRO）（編劇[12][13]）

2021年
- 伊甸（編劇）

### 電視劇
2008年
- RH陽性（日语：RHプラス）（編劇）

### 真人電影
2011年
- 來自天國的喝采（編劇）[注 6]

### 其它
2016年
- 小松先生（短片，編劇）

2017年
- Yuri!!! on ICE（朗讀劇編劇）

## 腳註

## 相關項目
- 日本動畫師列表（日语：アニメ関係者一覧）